# Белђојозо (Милано)
Белђојозо је насеље у Италији у округу Милано, региону Ломбардија.
Према процени из 2011. у насељу је живело 7 становника. Насеље се налази на надморској висини од 143 м.